# 理塘忍冬
理塘忍冬（学名：Lonicera litangensis）为忍冬科忍冬属的植物。分布在中国大陆的云南、西藏、四川等地，生长于海拔3,000米至4,500米的地区，见于草地、山坡灌丛、林下以及林缘，目前尚未由人工引种栽培。